# Estadio Alberic Richards
El Estadio Alberic Richards (en francés: Stade Alberic Richards) es un estadio de usos múltiples en Sandy Ground, en Saint Martin, un territorio dependiente de Francia en la parte norte de la isla caribeña de San Martín en las Antillas Menores. Actualmente se utiliza sobre todo para los partidos de fútbol. El estadio tiene capacidad para 2600 personas. El espacio está situado totalmente en el lado francés de la isla. Cuenta con una pista de atletismo y una tribuna principal.